# Hypena paliscia
Hypena paliscia är en fjärilsart som beskrevs av George Thomas Bethune-Baker 1911. Hypena paliscia ingår i släktet Hypena och familjen nattflyn. Inga underarter finns listade i Catalogue of Life.